# Lichtstoet

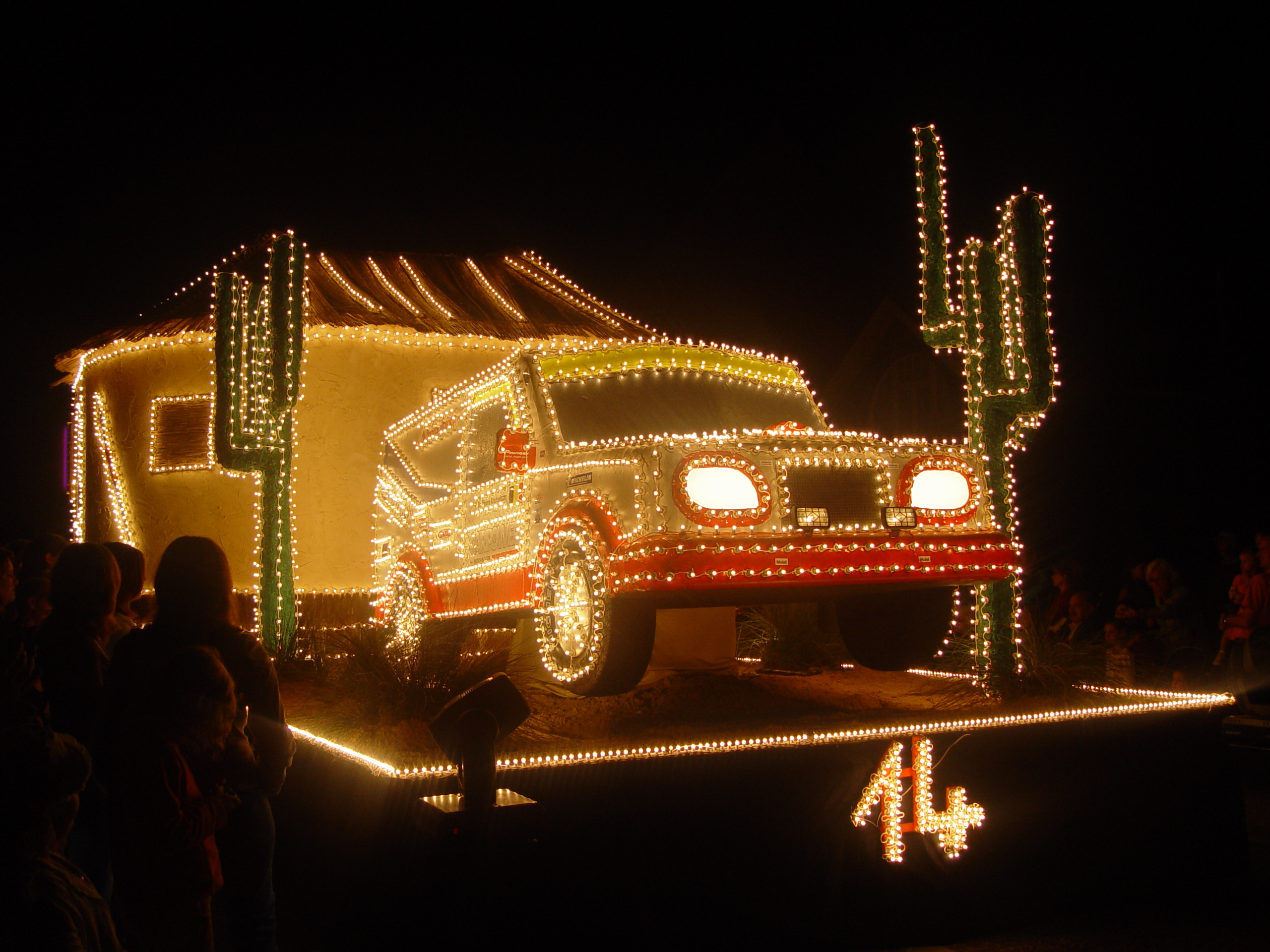
Een lichtstoetwagen op de lichtstoet van Mol-Ginderbuiten 2006

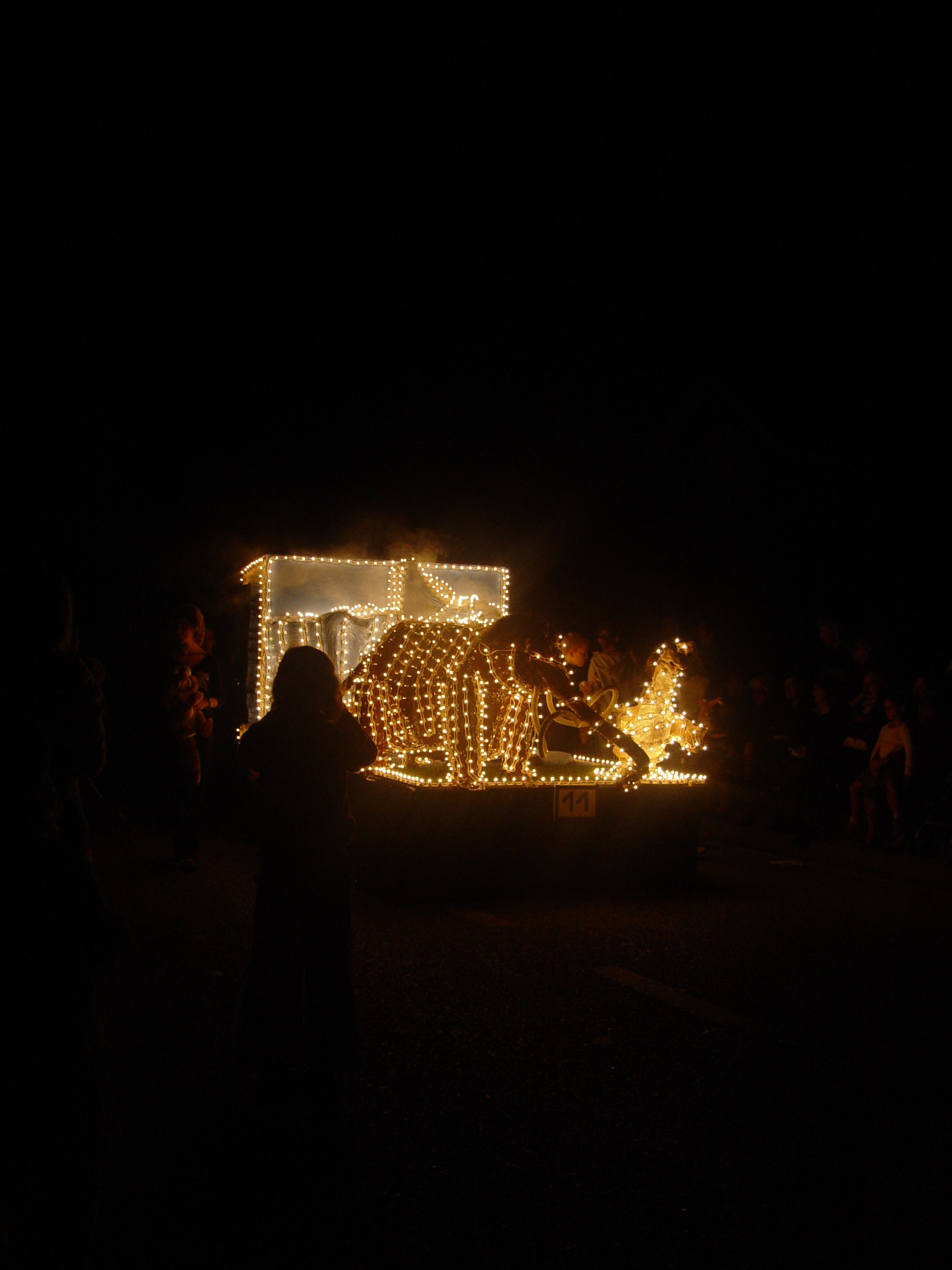
Een Lichtstoetwagen op de Lichtstoet van Mol-Ginderbuiten

Een lichtstoet is een optocht van met licht versierde wagens. Op de wagens worden allerlei taferelen uitgebeeld. 
Dat kan variëren van een kerk of ander gebouw tot politieke thema's. Een lichtstoet wordt uiteraard na het invallen van de duisternis georganiseerd. De wagens zijn vooral versierd met kleine gloeilampjes, maar ook met rubberen lichtbanden, blacklights, verstralers, spots, kerstboomlampjes enz. Omdat de lichtjes van elektriciteit moeten voorzien worden zijn de wagens uitgerust met een aggregaat.

## Enkele lichtstoeten in Nederland en België

### Nederland
- Lichtstoet Bladel
- Stichting Halfvasten Lichtstoet Eijsden
- Lichtstoet Heerlen
- Lichtstoet Beek
- Lichtstoet Woensdrecht (elk jaar in een andere plaats in de gemeente)
- Twentse Verlichte Carnavals Optocht (Tubbergen)
- Sallandse Verlichte Carnavals Optocht (Lemelerveld)
- Verlichte Carnavalsoptocht Standdaarbuiten (Zwammegat)

### België
- Rozenberg Lichtstoet Mol
- Lichtstoet Mol-Ginderbuiten
- Lichtstoet Ledeberg
- MVK Lichtstoet Sint-Katelijne-Waver
- Lichtstoet Putte
- Lichtstoet Wuustwezel
- Lichtstoet Hoeilaart
- Lichtstoet Vlijtingen